# Lampona carlisle
Lampona carlisle là một loài nhện trong họ Lamponidae. Loài này được phát hiện ở Queensland.